# Malabaila secacul
Malabaila secacul är en flockblommig växtart som först beskrevs av Philip Miller, och fick sitt nu gällande namn av Pierre Edmond Boissier. Malabaila secacul ingår i släktet Malabaila och familjen flockblommiga växter.

## Underarter
Arten delas in i följande underarter:
- M. s. aucheri
- M. s. secacul